# 有馬吉川駅
有馬吉川駅（ありまよしかわえき）は、長崎県南島原市南有馬町吉川にあった島原鉄道島原鉄道線の駅（廃駅）である。

## 歴史
- 1928年（昭和3年）2月25日：口之津鉄道の駅として開設。
- 1943年（昭和18年）7月1日：会社合併に伴い、島原鉄道の駅となる。
- 1964年（昭和39年）
  - 4月1日：貨物取扱廃止。
  - 6月1日：業務委託駅化。
- 1967年（昭和42年）6月1日：無人駅化。
- 1985年（昭和60年）12月：新駅舎竣工。
- 1997年（平成9年）4月1日：交換設備撤去。
- 2008年（平成20年）4月1日：島原外港 - 加津佐間廃線に伴い、廃駅となる。

## 駅構造
島式ホーム1面2線を有する地上駅であった。無人駅。駅舎は無く待合室のみ。片方のホームはほぼ使用されていなかった。駅は崖の傍にあった。
当駅 - 東大屋駅間は、急峻な海岸線沿いを通るため、崖沿いやトンネルを通る箇所が多い。

## 利用状況
営業最終年度である2007年度の年間乗車人員は13,961人、降車人員は13,307人であった。
| 年度               | 年間 乗車人員 | 年間 降車人員 |
| ------------------ | ------------- | ------------- |
| 1997年（平成09年） | 10,968        | 10,888        |
| 1998年（平成10年） | 8,312         | 8,711         |
| 1999年（平成11年） | 10,945        | 11,337        |
| 2000年（平成12年） | 14,593        | 13,832        |
| 2001年（平成13年） | 15,552        | 14,409        |
| 2002年（平成14年） | 13,744        | 12,703        |
| 2003年（平成15年） | 11,328        | 10,820        |
| 2004年（平成16年） | 9,847         | 8,914         |
| 2005年（平成17年） | 11,386        | 10,670        |
| 2006年（平成18年） | 13,042        | 12,310        |
| 2007年（平成19年） | 13,961        | 13,307        |

## 駅周辺
住宅は余りない。
- 南島原市立吉川小学校（2015年3月閉校）
- 南有馬吉川簡易郵便局
- 国道251号

## 隣の駅
島原鉄道
島原鉄道線
原城駅 - 有馬吉川駅 - 東大屋駅